# Catarina Campos
Catarina Isabel Ferreira Campos (* 13. Juni 1985 in Viseu) ist eine portugiesische Fußballschiedsrichterin.
Laut der Online-Datenbank football-lineups.com leitete sie ihr erstes Länderspiel (die Partie Irland gegen Montenegro) im September 2019 im Rahmen der Qualifikation zur Fußball-Europameisterschaft der Frauen 2022. Später folgten u. a. Qualifikationsspiele für die UEFA Women’s Champions League, im Rahmen der U-19-Fußball-Europameisterschaft der Frauen 2022 sowie im Oktober 2022 in der UEFA Women’s Champions League selbst.
Internationale Aufmerksamkeit erhielt sie, als sie im Januar 2023 die erste Weiße Karte der Fußballgeschichte zückte.
Am 29. März 2025 pfiff sie das Spiel Casa Pia gegen Rio Ave und war damit die erste Frau, die ein Spiel der Primeira Liga der Männer leitete.
Sie wurde als eine von 13 Schiedsrichterinnen für die Europameisterschaft 2025 in der Schweiz nominiert.

## Einsatz bei der Fußball-Europameisterschaft der Frauen 2025
| Phase        | Datum        | Spielort | Heimmannschaft | Gastmannschaft | Ergebnis  |
| ------------ | ------------ | -------- | -------------- | -------------- | --------- |
| Gruppenphase | 8. Juli 2025 | Basel    | Deutschland    | Dänemark       | 2:1 (0:1) |